# SOM (ракета)
SOM (тур. Stand-off Mühimmat Seyir Füzesi) — турецкая крылатая ракета большой дальности, разработанная Научно-исследовательским и конструкторским институтом оборонной промышленности Совета Турции по научно-техническим исследованиям TÜBİTAK-SAGE. Впервые была показана на праздновании 100-летия Военно-воздушных сил Турции на военной базе в Измире 4 июня 2011 года. Является первым оружием Турции для уничтожения дальних целей. Радиус поражения составляет 275 километров.  

## История разработки
Разработка ракеты велась с 2006 года. После завершения тестирования в аэродинамической трубе, а также испытаний без отделения от носителя, был проведён первый управляемый полёт, в ходе которого ракета пролетела около 180 км над Чёрным морем. Для испытаний SOM использовался истребитель F-4E-2020 Terminator. По словам министра науки, промышленности и технологий Турции Нихата Ергюна подобное оружие необходимо Турции в связи с нарастающей нестабильностью в регионе, в том числе в связи с событиями в Сирии. Также, по словам министра, Турция обладает потенциалом к созданию ракеты радиусом действия до 500 километров и баллистических ракет радиусом поражения до 2500 километров уже к 2014 году.

## Технические характеристики
По конструкции ракета довольно компактна, общая масса равна 590 килограммам, 230 из которых составляет боевая часть. SOM способна осуществлять атаку на стационарные и движущиеся цели. Вплоть до 2022 года основным двигателем, который использовался в данной ракете, являлся французский турбореактивный двигатель Microturbo TRI 40. С октября 2022 года Турция начала устанавливать новый разработанный отечественный турбореактивный двигатель KTJ-3200. Ракета рассчитана на запуск с воздуха, земли и с моря. Наведение осуществляется посредством GPS-системы с корреляцией по контуру рельефа местности (система TRN), дополнительно установлена система INS, на случай попытки противника ставить помехи сигналам GPS. Наведение на финальной стадии осуществляется с помощью инфракрасной матрицы, сравнивающей параметры объекта с заложенными в памяти ракеты. Ракета может быть запрограммирована на атаку цели под различными углами с целью обеспечения необходимой эффективности поражения. В разработке находятся 4 модификации ракеты, среди которых модель с онлайн-обменом данными, которая позволит управлять курсом ракеты в полёте.

## Эксплуатанты
Ракета разработана для Вооружённых сил Турции. Основными носителями ракеты станут многоцелевые истребители F-16 и БПЛА Bayraktar Akıncı  находящиеся на вооружении Турции. SOM также будет включена в комплект вооружения истребителей пятого поколения F-35, которые Турция планирует закупить.
Также ракета была продемонстрирована в ходе репетиции военного парада в Баку, посвящённого юбилею создания азербайджанской армии, что может говорить о том, что ракета теперь поставляется на экспорт.

## Интересные факты
- Время запуска в серийное производство турецкой ракеты SOM практически совпадает со временем начала производства турецкого танка Altay[9].
- Уровень обеспечения турецкой армии вооружением турецкого производства на 2012 год составляет 52%[10].